# Wola Pobiedzińska
Wola Pobiedzińska – wieś sołecka w Polsce położona w województwie mazowieckim, w powiecie grójeckim, w gminie Nowe Miasto nad Pilicą.
Wieś szlachecka położona była w drugiej połowie XVI wieku w powiecie bielskim ziemi rawskiej województwa rawskiego. W latach 1975–1998 miejscowość administracyjnie należała do województwa radomskiego.
Wieś leży na charakterystycznej skarpie. Na południe od niej znajduje się dolina Pilicy. Na północ od wsi są pola, na południe łąki w dolinie Pilicy, na wschód wieś Gostomia ze stawami hodowlanymi, a na zachód jest Nowe Miasto nad Pilicą. Lasy za Pilica, sama Pilica, stawy, łąki to dogodne miejsca do życia rzadkich gatunków roślin i zwierząt. Występuje tu duża populacja bocianów białych, są także bociany czarne, czaple, żurawie, bażanty, a w pobliskich lasach można spotkać także orła bielika. Występuje także sporo bobrów. Okolica ta jest bogata także w wiele gatunków ryb.